# Testemunhas de Jeová em Angola
As Testemunhas de Jeová em Angola contam com mais de 159.384 publicadores, distribuídos por cerca de 2.539 congregações, sendo que simpatizantes alcançam um número similar. Isto pode ser  constatado no anuário das Testemunhas de Jeová de 2022, onde mostra que em 2022, 485.484 pessoas assistiram à Comemoração da Morte de Cristo, sua principal cerimônia religiosa.

## Perseguição e Críticas
Segundo a própria Sociedade Torre de Vigia, as Testemunhas de Jeová foram alvo de perseguição a 28 de fevereiro de 1967, em Luanda por sete agentes da PSP, com espingardas e metralhadoras. O objectivo era proibir um pequeno grupo (de Testemunhas) que estudavam a Bíblia, incentivando a seus irmãos a usarem do seu tempo nas coisas do mundo, apenas se essas fossem importantes, ou se fossem julgadas importantes. A Sociedade Torre de Vigia afirma também que as Testemunhas de Jeová eram acusadas de protagonizar terrorismo, naquela altura, pela Igreja Católica que usava dos seus meios (Jornal) para acusá-las de serem subversivas.
Em 2007, as Testemunhas de Jeová foram criticadas acerca do uso de sangue pelos deputados da Assembleia de República de Angola no parlamento, de modo a não serem fiéis à sua norma bíblica, quando à abstinência de sangue para transfusão; mas essa denominação religiosa defende seus princípios bíblicos de não usar o sangue para transfusão ou para outra coisa, considerando ilícito apoiando-se no texto bíblico de Gêneses capítulo 9, versículos 3 e 4; afirmando assim, que o homem somente foi autorizado a consumir “a carne”, mas “o sangue”  não.

## Ajuda Humanitária
As Testemunhas de Jeová afirmam ter prestado ajuda humanitária a seus irmãos cristão em Luanda, capital de Angola, quando chuvas fortes começaram a cair no dia 11 de março de 2015, até causarem enchentes. Segundo um relatório publicado pele liderança da instituição, no seu site oficial, ‘nessas enchentes morreram 85 pessoas e 119 casas foram destruídas, na província de Benguela.' As Testemunhas de Jeová prestaram ajuda humanitária a seus irmãos e aos que não eram da mesma fé cristã.

## Ligações Externas
- Site oficial das Testemunhas de Jeová em Português
- Noticias: Angola
- Testemunhas de Jeová em todo o mundo: Angola